# Fiorello La Guardia
Fiorello Henry La Guardia (Greenwich Village, Manhattan, 11 de dezembro de 1882 — Bronx, 20 de setembro de 1947) foi prefeito da cidade de Nova Iorque por três mandatos consecutivos, entre 1934 e 1945.
Antes de ser eleito prefeito, La Guardia foi um membro do Partido Republicano muito popular durante o início década de 1930. Em sua homenagem, o aeroporto localizado no distrito do Queens recebeu o nome de Aeroporto LaGuardia.
La Guardia opôs-se ao Marijuana Tax Act de 1937 nomeando uma comissão para estudar os efeitos reais de fumar maconha, e em 1944, depois de mais de 5 anos de estudos, publicou o famoso Relatório La Guardia (em inglês La Guardia Committee Report).

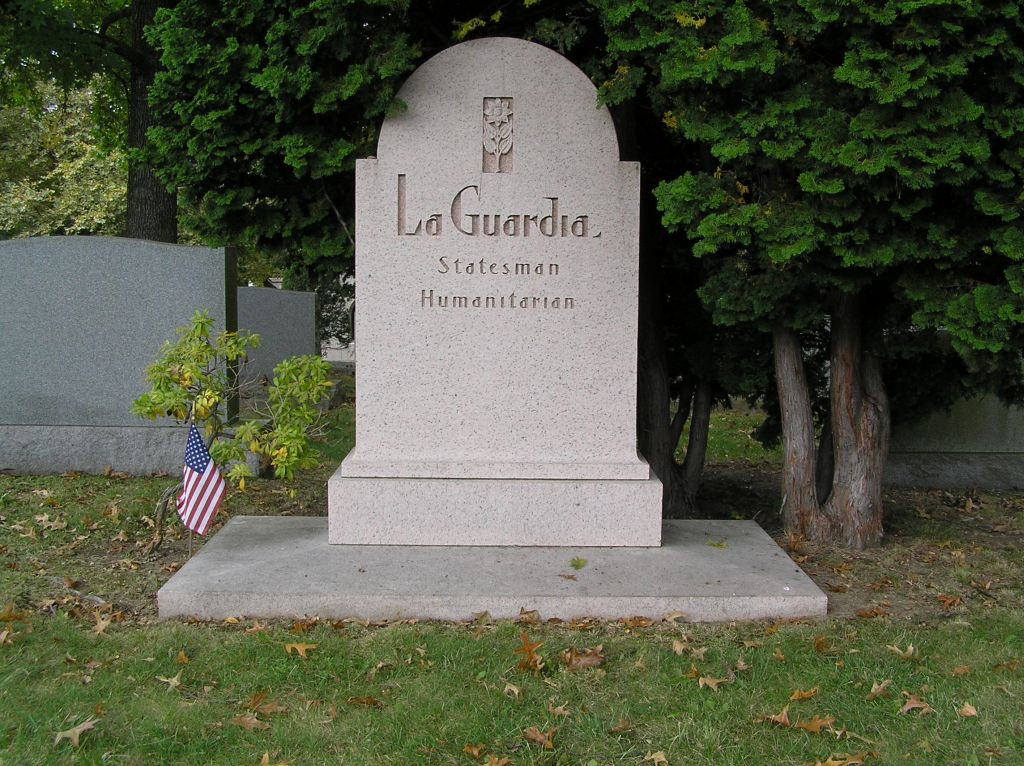
Sepultura no Cemitério de Woodlawn

Sepultado no Cemitério de Woodlawn.